# Magdalena Zawada
Magdalena Zawada [maɡdaˈlɛna zaˈvada] (* 28. November 1985 in Sopot) ist eine ehemalige polnische Naturbahnrodlerin. Sie startete drei Jahre lang im Weltcup und nahm an der Europameisterschaft 2002 teil.

## Karriere
Ihr Debüt im Weltcup gab Zawada zu Beginn der Saison 2001/2002. Insgesamt nahm sie in diesem Winter an fünf der sechs Weltcuprennen teil, konnte sich mit Ergebnissen zwischen Rang 13 und 15 zwar nur im Schlussfeld platzieren, erreichte aber im Gesamtweltcup immerhin den 13. Platz unter 26 Rodlerinnen, die in diesem Winter Weltcuppunkte gewannen. Sie nahm auch an der Europameisterschaft 2002 in Frantschach-Sankt Gertraud teil, wo sie unter 19 gewerteten Rodlerinnen auf Rang 17 kam. In der Saison 2002/2003 folgten drei weitere Starts im Weltcup. Mit Platzierungen zwischen Rang 11 und 13 waren ihre Ergebnisse etwas besser als im Vorjahr, im Gesamtweltcup fiel sie aber wegen der geringeren Zahl an Rennen um zwei Plätze zurück. Bei der Junioreneuropameisterschaft 2003 in Kreuth fuhr sie als Drittletzte auf den 20. Platz. Nur noch an zwei Weltcuprennen nahm Zawada im Winter 2003/2004 teil, erreichte aber mit den Plätzen 11 in Olang und 13 in Garmisch-Partenkirchen zwei Platzierungen im Mittelfeld des mit jeweils rund 20 Rodlerinnen relativ großen Starterfeldes. Bei der Juniorenweltmeisterschaft 2004 in Kindberg fuhr sie unter 19 gewerteten Rodlerinnen auf den elften Platz. Nach 2004 nahm Zawada an keinen Wettkämpfen mehr teil.

## Erfolge

### Europameisterschaften
- Frantschach 2002: 17. Einsitzer

### Juniorenweltmeisterschaften
- Kindberg 2004: 11. Einsitzer

### Junioreneuropameisterschaften
- Kreuth 2003: 20. Einsitzer

### Weltcup
- 10 Top-15-Platzierungen